# Телль, Абдулла
Абдулла Юсеф ат-Телль (араб. عبدالله التل‎;
17 июля 1918, Ирбид, вилайет Сирия, Османская империя — 13 августа 1973) — арабский военачальник, политик и публицист. Один из наиболее высокопоставленных офицеров Арабского легиона, военный губернатор Иерусалима в ходе арабо-израильской войны 1948—1949 годов, в дальнейшем участник антимонархического заговора в Иордании. Проживал в изгнании в Египте, после амнистии вернулся в Иорданию, с 1971 года — сенатор Иордании.

## Биография

### Начало карьеры
Абдулла Телль родился летом 1918 года в Ирбиде (на тот момент в составе Османской империи, через три года вошёл в состав эмирата Трансиордания) в семье зажиточных землевладельцев. Окончил начальную школу в Ирбиде, завершив школьное образование в Эс-Салте в 1937 году. В том же году был мобилизован в Трансиорданские пограничные войска, где нёс службу как таможенник.
В июне 1942 года Телль поступил на службу в Арабский легион, где быстро продвигался в званиях, к 1948 году получив чин майора. Телль, окончивший британские курсы для младшего командного состава, стал таким образом наиболее высокопоставленным арабским офицером в Арабском легионе, основу командного состава которого составляли подданные Великобритании; помимо него, трое арабов служили в чине капитана.

### Арабо-израильская война
В последние дни британского мандата в Палестине межэтнический конфликт между арабами и евреями на этой территории был в разгаре, и еврейская сторона одерживала верх. В этих условиях соседние с Палестиной арабские страны приняли решение о вводе войск на её территорию. Арабский легион фактически принял участие в конфликте ещё до окончания срока мандата: 12—14 мая 1948 года Абдулла Телль командовал объединёнными силами легиона и палестинских арабских иррегуляров, которые взяли штурмом еврейские поселения Гуш-Эциона. По словам самого Телля, штурм поселений, с 1947 года находившихся в постоянной осаде, был связан с желанием обеспечить бесперебойное снабжение арабских сил по шоссе Хеврон-Иерусалим. Майору, умело применявшему при штурме пушечные броневики, удалось то, с чем до него не справились иррегуляры и его собственные подчинённые из числа офицеров легиона: сопротивление защитников Гуш-Эциона было сломлено. После этого, однако, многие из сдавшихся в плен евреев были убиты, а оставшиеся в живых (в общей сложности 349 человек из четырёх населённых пунктов) отправлены в лагеря в Трансиордании.
Следующая важная для карьеры Телля операция была проведена в Иерусалиме. 17 мая там началась еврейская наступательная операция, вызвавшая панику среди арабского населения города, которое начало покидать Иерусалим. Хотя рядом с городом стояли части Арабского легиона, его командующий Джон Глабб последовательно возражал против их ввода в Иерусалим, несмотря на требования короля Трансиордании Абдаллы и премьер-министра Фавзи аль-Мульки. Результатом стал ночной телефонный звонок короля Абдаллы его тёзке майору Теллю в обход вышестоящего офицера. Русские источники воспроизводят слова короля следующим образом: «Мой сын! Я встретился с палестинскими вождями, которых ты направил ко мне. Мы не можем ждать больше… Иди, спасай Эль-Кодс!». Трансиорданские части вошли в Старый город в 3:40 утра 18 мая.

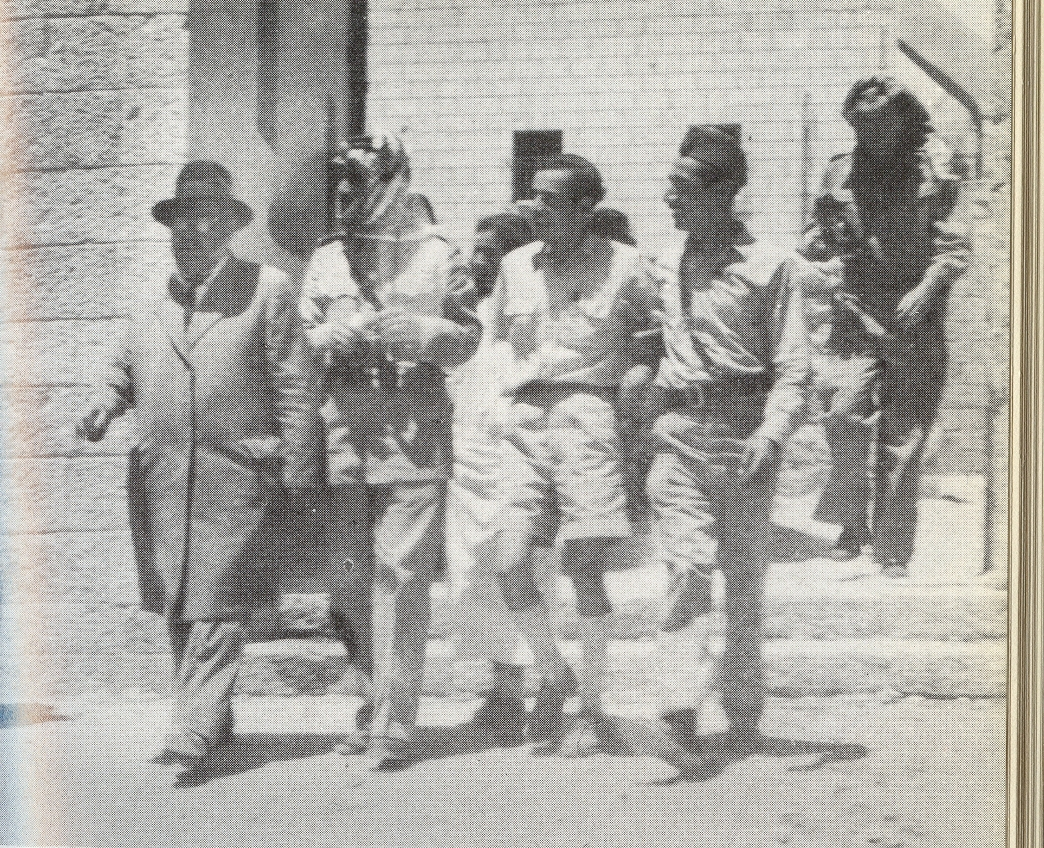
Телль (второй слева) принимает капитуляцию Еврейского квартала

В общей сложности под командованием Телля в Иерусалиме оказались около 730 солдат Арабского легиона — три роты, образовывавшие 6-й полк, — и до 500 иррегуляров из Арабской освободительной армии, «Братьев-мусульман» и палестинских добровольцев, формально подчинявшихся иерусалимскому муфтию. Как и при штурме Гуш-Эциона, важную роль в дальнейшем развитии событий сыграло умелое использование Теллем бронетехники Арабского легиона, которой еврейская сторона в Иерусалиме ничего не могла противопоставить. Позиции «Хаганы» в Еврейском квартале были подвергнуты планомерному артиллерийскому, миномётному и снайперскому обстрелу, а затем Телль перебросил с Масличной горы в Старый город два броневика Marmon-Herrington, сумев провести их по узким улицам, считавшимся непроходимыми для автотранспорта. Через десять дней у евреев в Старом городе в строю оставалось меньше 40 человек, и 28 мая командовавший объединёнными еврейскими силами в этом районе Моше Русснак подписал капитуляцию. Теллю пришлось употребить власть, чтобы удержать своих союзников-иррегуляров от расправы над парламентёрами прямо на переговорах о капитуляции, а затем — от резни покидавшего Еврейский квартал мирного населения. Он позволил также эвакуироваться всем женщинам: «Хотя я знаю, что многие женщины тоже сражались в рядах „Хаганы“,… я с женщинами не воюю». При этом около 300 мужчин в возрасте 18-45 лет, большинство которых были студентами иешив и не принимали никакого участия в боевых действиях, были отправлены в лагеря в Трансиордании, где пробыли около года. Израильские историки предполагают, что таким образом Телль пытался придать больше веса своей победе, поскольку иначе число военнопленных оказалось бы слишком скромным.
Одновременно с боями в Старом городе части Телля штурмовали еврейский анклав на горе Скопус. Артиллерийским огнём были разрушены здания Еврейского университета и больницы «Хадасса», но установить арабский контроль над анклавом не удалось из-за давления международной комиссии по перемирию, заставившей трансиорданцев прекратить штурм 22 мая. Король Абдалла лично произвёл Телля в подполковники, несмотря на возражения Глабба, указывавшего, что тому лишь два месяца назад был присвоен майорский чин.
11 июня было провозглашено перемирие между воюющими сторонами. Арабские офицеры легиона во главе с Теллем считали, что это перемирие было заключено в интересах евреев, близких к полному поражению. Телль пытался убедить короля Трансиордании отказаться от перемирия, но тот счёл его необходимым ввиду нехватки боеприпасов. Подполковник также возражал против решения по требованию Международного комитета Красного Креста разрешить снабжение осаждённых еврейских районов Иерусалима продуктами и водой, а затем активно мешал проходу конвоев с продовольствием во время перемирия. В эти дни был расширен личный состав возглавляемого им 6-го полка, в который вошли ещё одна регулярная рота и рота добровольцев. Телль помогал трансиорданскому военному губернатору Иерусалима, Ахмаду Хильми, восстанавливать гражданскую жизнь в городе и организовал замену милиции, верной муфтию Иерусалима, лояльными хашемитскому режиму силами.
После возобновления боёв в Палестине во второй декаде июля евреи быстро захватили города Лидду и Рамлу, которые части Арабского легиона оставили почти без боя. Телль был среди тех, кто обвинял британских офицеров легиона в сговоре с израильтянами — обвинение, которое его командир Джон Глабб категорически отвергал, ссылаясь на то, что у него попросту не было достаточно сил для удержания обоих городов. В Иерусалиме Арабский легион по инициативе Телля предпринял попытку штурма еврейского квартала Меа-Шеарим, но сумел захватить лишь несколько домов.
После возобновления перемирия Телль стал одним из его наиболее резких противников. В сентябре 1948 года в секретной телеграмме Хильми он предлагал свои услуги по формированию подчинённой иерусалимскому муфтию арабской армии, которая продолжила бы вооружённую борьбу с Израилем. В июне и сентябре он дважды проигнорировал приказ Глабба распустить расквартированные в Иерусалиме и подчинявшиеся муфтию части Армии Священной войны. В своих мемуарах Телль позже писал, что эта позиция вызвала у руководства Трансиордании подозрения в его лояльности, что привело к его отстранению от командования 6-м полком. Однако вслед за этим он был назначен на пост военного губернатора Иерусалима, сменив в этой должности Хильми. Это приводит его биографа Ронена Ицхака к выводу, что проблема на тот момент заключалась не в солидарности Телля с делом палестинских арабов, а в его конфликте с Глаббом, который устал от его самовольства.

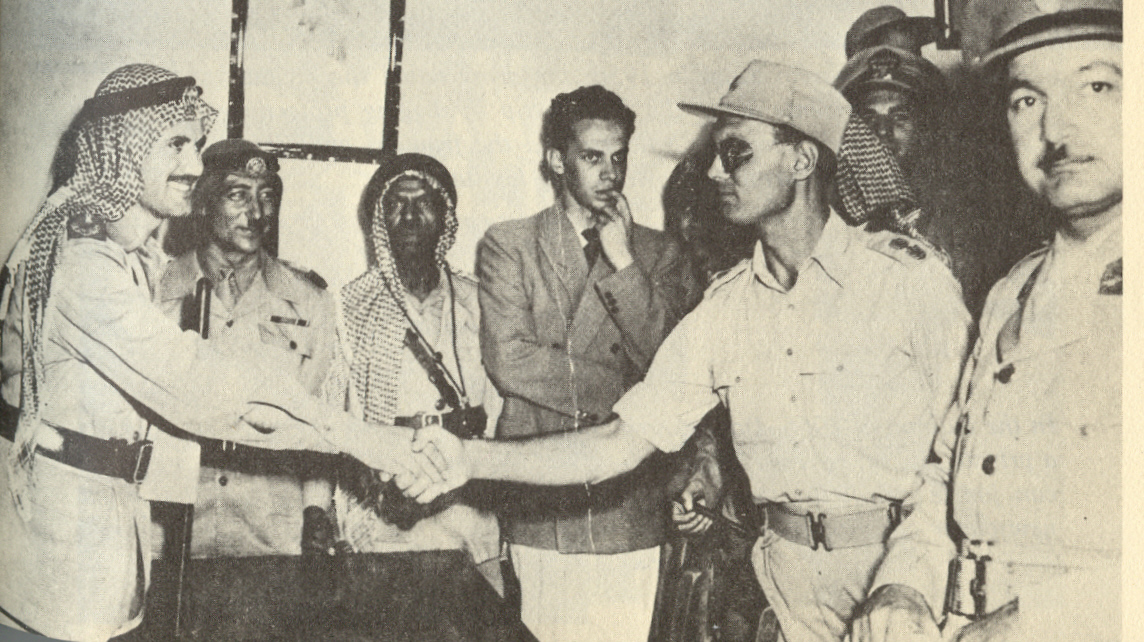
Абдулла Телль и Моше Даян, 30 ноября 1948 года

В должности военного губернатора трансиорданской части Иерусалима Телль наладил хорошие рабочие отношения с Моше Даяном — комендантом западной части города, находившейся под израильским контролем (вплоть до отказа от международного посредничества и установления прямой телефонной линии между двумя командирами). Он сумел произвести хорошее впечатление и на высшее руководство Израиля и еврейских журналистов. По воспоминаниям Даяна, израильские газеты иногда по просьбе Телля публиковали о нём враждебные отзывы, чтобы способствовать поддержанию его репутации. Трансиорданские войска под командованием Телля больше не препятствовали проходу продовольственных конвоев в еврейскую часть города и заняли нейтральную позицию, когда израильтяне в декабре вели бои с египетскими силами. Он также официально озвучивал весной 1949 года позицию Хашемитского королевства, согласно которой иерусалимский муфтий более не являлся полномочным представителем палестинских арабов.

### Разрыв с Хашемитской монархией
В конце 1948 и начале 1949 годов Телль играл роль посредника в переписке, которую вёл с руководством Израиля король Абдулла, и присутствовал на личных встречах монарха с израильскими дипломатами. В своих мемуарах он писал, что был шокирован примирительной позицией короля. Когда у Телля сложилось твёрдое убеждение, что он стал очевидцем сговора Трансиордании с Израилем и англичанами, он в июне 1949 года подал в отставку. Переехав в Сирию, Телль поддерживал пришедшего к власти в результате переворота Хусни аз-Заима, а после его свержения бежал в Египет. Там он начал публикацию переписки, по его мнению, доказывающей, что Иордания предала арабское дело и напрямую виновна в потере Палестины. Экземпляры египетской газеты «Ахбар эль-Йом», где выходили его мемуары, реквизировались в Иордании, и под давлением Хашемитского королевства египетское правительство распорядилось прекратить их публикацию. Телль также вёл прямую борьбу против короля Абдуллы в Лиге арабских государств, уже в марте 1950 года призвав к его отрешению от власти, если тот не согласится на введение конституционной монархии.
20 июля 1951 года король Абдулла был убит рядом с мечетью Эль-Акса на Храмовой горе. Убийца в свою очередь был застрелен телохранителями короля. Иорданские службы безопасности сообщили, что покушение стало результатом заговора ряда действующих и бывших высокопоставленных деятелей Хашемитского королевства, в число которых входил и Абдулла Телль, который был заочно приговорён к смерти. Однако он продолжал жить в Египте и после смены режима в 1952 году и установления республики, в 1960 году приняв участие в создании Арабской бригады, ведшей боевые действия против французов в Алжире, а в 1965 году получив вторую академическую степень в Университете аль-Азхар

### Последние годы жизни
В 1959 году мемуары Телля вышли в Каире отдельной книгой под названием «Палестинская катастрофа». Хотя он в этой книге всячески старался очистить себя от подозрений в дружбе и сотрудничестве с израильскими офицерами и обрушивался с обвинениями в предательстве на короля Абдуллу и Джона Глабба, с информативной точки зрения его мемуары получали высокую оценку и через много лет после публикации. В дальнейшем вышли ещё несколько книг Телля, объединяемых ярко выраженной антисемитской направленностью — «Угроза мирового еврейства для ислама и христианства» (1964), «Корни зла» (1970) и «Еврейская гадюка в исламском менталитете» (1971). Евреи в этих книгах обвиняются в создании заговора с целью управления миром, все катастрофы мирового уровня объясняются происками евреев, подробно рассматриваются их предполагаемые национальные черты характера — трусость, жестокость и лживость. В книгах отрицается право евреев на Святую землю (трактуемое как умышленное искажение ими подлинных священных текстов), цитируются кровавый навет и «Протоколы Сионских мудрецов» и выражается поддержка антиеврейской политике нацистского режима Германии.
В 1965 году король Иордании Хусейн ибн Талал объявил политическую амнистию, под которую попал и Абдулла Телль. В апреле того же года он вернулся в Иорданию. Позже он занял высокий пост в министерстве внутренних дел, а когда его близкий родственник Васфи ат-Телль был в 1971 году назначен премьер-министром, Абдулла Телль в соответствии со специальным королевским указом от 9 декабря 1971 года сменил того в верхней палате парламента. Он оставался сенатором до самой смерти в августе 1973 года, скончавшись от болезни в возрасте 55 лет. Абдулла Телль похоронен на родовом кладбище в Ирбиде.